# كارلوس ريناتو فريديريكو
كارلوس ريناتو فريديريكو (بالبرتغالية: Carlos Renato Frederico‏) مواليد 21 فبراير 1957 في البرازيل، هو لاعب كرة قدم برازيلي دولي سابق كان يلعب كلاعب وسط. اعتزل اللعب عام 1997. سبق له أن لعب في كأس العالم لكرة القدم مع منتخب بلاده. بدأ مسيرته الرياضية عام 1975 مع نادي غواراني.

## المسيرة الاحترافية

### أندية لعب لها
- نادي غواراني
- نادي ساو باولو
- بوتافوغو ريغاتاس
- أتلتيكو مينييرو
- يوكوهاما مارينوس
- كاشيوا ريسول

## روابط خارجية
- كارلوس ريناتو فريديريكو على موقع رابطة كرة القدم اليابانية للمحترفين (اليابانية)
- كارلوس ريناتو فريديريكو على موقع قاعدة بيانات كرة القدم.إي يو (الإنجليزية)
- كارلوس ريناتو فريديريكو على موقع ناشيونال فوتبول تيمز (الإنجليزية)
- كارلوس ريناتو فريديريكو على موقع Soccerway.com (الإنجليزية)
- كارلوس ريناتو فريديريكو على موقع عالم كرة القدم.نت (الإنجليزية)